# Platynothrus major
Platynothrus major är en kvalsterart som beskrevs av Hammer 1966. Platynothrus major ingår i släktet Platynothrus och familjen Camisiidae. Inga underarter finns listade i Catalogue of Life.